# Cámara de Diputados (Ruanda)
La Cámara de Diputados (en kiñaruanda: Umutwe w'Abadepite; en francés: Chambre des Députés) es la cámara baja de la legislatura nacional bicameral de Ruanda. Fue creado en base a la nueva Constitución adoptada por referéndum en el año 2003.

## Composición
La Cámara está compuesto de 80 diputados. De estos, 53 son elegidos para un periodo de cinco años mediante representación proporcional y 24 son elegidos por los consejos provinciales; del resto, dos son nombrados por el Consejo de la Juventud Nacional, y uno por la Federación de las Asociaciones por los Discapacitados.